# Thymoites chopardi
Thymoites chopardi es una especie de araña araneomorfa del género Thymoites, familia Theridiidae. Fue descrita científicamente por Berland en 1920.
Habita en África Oriental.